# اسکورولس
اسکورولس (به فرانسوی: Escurolles) یک کمون در فرانسه است که در آلیه واقع شده‌است. اسکورولس ۱۳٫۲۷ کیلومتر مربع مساحت دارد ۳۲۰ متر بالاتر از سطح دریا واقع شده‌است.